# Looming
Looming (en estonien, « Création ») est la plus ancienne revue littéraire d'Estonie. Son tirage a atteint 12 000 exemplaires et plus à la fin des années 1980 lors de la révolution chantante. La revue tire actuellement entre 1 000 et 2 000 exemplaires.

## Revue littéraire
Looming est fondée en 1923 par l'écrivain estonien Friedebert Tuglas. Son objet est de publier et de populariser la littérature estonienne contemporaine. Pratiquement tous les auteurs estoniens connus ont contribué à cette revue.
Pendant l'occupation soviétique de l'Estonie Looming est tenue par l'Union des écrivains de l'Estonie soviétique.
Pendant la seconde occupation soviétique, la revue participait à la pratique d’« écriture entre les lignes », consistant à tenter de tromper la censure en écrivant des textes d’une apparente innocuité idéologique tout en y cachant des messages ayant le sens contraire, comme des appels à l’indépendance.
De nos jours la publication de Looming est financée par le Ministère de la Culture, la fondation étatique Kultuurkapital et l'Union des écrivains estoniens. L'Union des écrivains estoniens choisit le rédacteur en chef de la revue. Looming paraît douze fois par an. Son siège éditorial est à Tallinn.

## Rédacteurs en chef
- 1923-1926 Friedebert Tuglas
- 1927-1929 Jaan Kärner
- 1930-1940 Johannes Semper
- 1940-1941 Friedebert Tuglas

- 1941-1944 pas de publication à cause de la Seconde Guerre mondiale

- 1945-1946 Jaan Kärner
- 1946      Mart Raud
- 1946-1952 August Alle
- 1953-1957 Ilmar Sikemäe
- 1957-1960 Paul Kuusberg
- 1960-1968 Anton Vaarandi
- 1968-1976 Paul Kuusberg
- 1976-1987 Kalle Kurg
- 1988-1997 Andres Langemets
- 1997-2005 Udo Uibo
- 2005-2016 Mihkel Mutt
- 2016-... Janika Kronberg.